# Let's Talk About Leftovers
Let's Talk about Leftovers è una compilation del gruppo punk rock Lagwagon pubblicata l'8 febbraio 2000 dalla label di Joey Cape My Records Hyperactive, e costituita da inediti, B-side e tracce rare dei Lagwagon.

## Tracce
1. A Feedbag Of Truckstop Poetry
2. Narrow Straits
3. Burn That Bridge When We Get To It
4. Losing Everyone (cover Drag the River)
5. Jimmy Johnson
6. Eat Your Words
7. Want (cover Jawbreaker)
8. Bring On The Dancing Horses (cover Echo & the Bunnymen)
9. Randal Gets Drunk
10. Raise A Family
11. Restrain
12. No One Like You (cover Scorpions)
13. Freedom Of Choice (cover Devo)
14. Brodeo
15. Drive By
16. Wind In Your Sail
17. Over The Hill
18. Defeat You
19. Laymen Terms
20. Jazzy Jeff
21. The Champ
22. Demented Rumors
23. Truth and Justice
24. No Conviction
25. Jaded Ways (più alcuni bonus e canzoni live)

La setlist è impostata tenendo conto del disco di riferimento:
- 1-7: A Feedbag Of Truckstop Poetry
- 8-9: Let's Talk About Feelings
- 10-14: Double Plaidinum
- 15-19: Hoss
- 20-21: Trashed
- 22: Duh
- 23-25: demo precedenti a Duh

## Formazioni

### Tracce 1-9
- Joey Cape - voce
- Chris Flippin - chitarra
- Jesse Buglione - basso
- Chris Rest -  chitarra
- Dave Raun - batteria

### Tracce 10-14
- Joey Cape -  voce, chitarra
- Chris Flippin -  chitarra
- Jesse Buglione -  basso
- Ken Stringfellow -  chitarra & voce
- Dave Raun -  batteria
- Chris Rest -  chitarra

### Tracce 15-22 e Traccia Bonus
- Joey Cape -  voce
- Chris Flippin -  chitarra
- Jesse Buglione -  basso
- Shawn Dewey -  chitarra & voce
- Derrick Plourde -  batteria

### Tracce 23-25
- Joey Cape -  voce
- Chris Flippin -  chitarra
- Doug Shelton -  basso
- Darren Yard -  chitarra
- Derrick Plourde -  batteria

## Curiosità
- Nel retro del cd è rappresentato un frigo aperto. Nella lavagneta spicca il riferimento a un concerto con i Rich Kids On LSD (gruppo di Chris Rest e Dave Raun), Section 8 (primo nome del gruppo Lagwagon) e ChemiKill (primo gruppo di Joey Cape), all'interno del frigorifero vi sono le teste di Derrick e Shawn e sul cartone di latte quella di Ken con la scritta "have you see me?" (mi hai visto?)
- La canzone Eat Your Words ha il finale diverso da quello dell'ep dove è contenuto
- Il testo di "The Champ" fu scritto per inserirlo in questa compilation (pezzo originariamente escluso da trashed)
- Jazzy Jeff è un pezzo improvvisato durante la registrazione del demo di Trashed
- Brodeo è stata rifatta dagli Armchair Martian
- Demented Rumors doveva essere inserita in Duh ma la Fat Wreck proibì al gruppo di pubblicarla, sia nel disco che nelle compilation, il motivo rimane ancora un mistero
- Randal Get Drunk fu registrata per Short music for short people un cd-compilation pubblicato dalla Fat Wreck che comprende 101 canzoni tutte con una durata inferiore al minuto
- le tracce nascoste sono: "I can turn you loose" (dei The Blues Brothers), Beer Goggles - My Momma Said Back One Out - Lag Wagon (live a Tokio durante il tour di Trashed) - una jam di chitarra suonata da Joey Cape